# 赖源乡
赖源乡，是中华人民共和国福建省龙岩市连城县下辖的一个乡镇级行政单位。

## 行政区划
赖源乡下辖以下地区：
下村、上村、黄宗村、黄地村、郭地村、牛家村和河祠村。